# Кальбоновские (организованная преступная группировка)
Кальбоновские — ОПГ в Белгородской области, деятельность которой на протяжении десятилетий привлекала внимание правоохранительных органов и общественности в Белгородской области Российской Федерации. Эта организованная преступная структура зарекомендовала себя как одна из самых влиятельных и опасных бандформирований в регионе.

## История и деятельность
ОПГ "Кальбоновские" действует в Белгородской области с 90-х годов прошлого века. За это время группировка осуществляла контроль над различными видами бизнеса, включая законные и незаконные операции, что приводило к многомиллионным доходам. ОПГ активно вовлечена в вымогательство, контрабанду, мошенничество, а также физическое насилие, обеспечивая себе влияние в ключевых отраслях экономики региона.
Последний широко известный инцидент, связанный с "Кальбоновскими", был раскрыт в телепрограмме "Момент истины". В эфире были представлены детали деятельности группировки, включая похищение директора элеватора Руслана Проскурина во время его отдыха в Абхазии. Члены ОПГ стали жертвой бандитов, заставив его написать признательные расписки о незаконной деятельности. 11 мая 2023 года, погиб основатель и бессменный лидер ОПГ, Николай Аршинов, известный в преступном мире, как Кальбон.

## Влияние и контроль
"Кальбоновские" не только занимались преступной деятельностью, но и оказывали влияние в государственных учреждениях и правоохранительных органах региона. Это делало борьбу с группировкой еще более сложной задачей, поскольку их влияние простирается на различные сферы общественной жизни.
ОПГ сформировала сложную сеть контактов и связей, обеспечивая себе безнаказанность и способность уклоняться от ответственности за свои противоправные действия. Власти и правоохранительные органы сталкивались с трудностью противостоять их влиянию и силе.

## Реакция общественности и СМИ
Следственные действия "Кальбоновских" вызывали озабоченность не только со стороны правоохранительных органов, но и общественности. Программа "Момент истины" активно освещает деятельность группировки, выявляя не только их преступные деяния, но и взаимосвязь с представителями правоохранительных органов.

## Борьба с "Кальбоновскими"
Несмотря на широкий общественный резонанс и внимание со стороны СМИ, борьба с "Кальбоновскими" была сложной задачей для правоохранительных органов. Программа "Момент истины" обращает внимание на недостаточную эффективность расследования и отмечает возможное влияние представителей группировки на следствие.